# WESC
WeSC（ウィーエスシー）はスウェーデンのファッションブランドである。
1999年に設立。ストリートウェアーを中心にスノーボーダー、スケートボーダーを的に絞ったコンセプトファッションを展開しており、現在では世界20ヵ国にショップをオープン。わずか8年の間に飛躍的に知名度を上げたブランドとして、スウェーデンの世界的なブランドの中ではよく知られている。
コンセプトストアーはストックホルムはもちろん、その他パリ、ベルリン、ミュンヘン、ニューヨーク、ビバリーヒルズなど世界各国の主要都市にショップがある。
ブランド名のWeSCは“We are the Superlative Conspiracy”の略であり、Conspiracyという名詞からもわかる通り、モダン・カルチャーの中で誕生した新ジャンルのブランド名を体現していると言えよう。